# Wentzville
Wentzville är en stad i Saint Charles County i Missouri. Vid 2020 års folkräkning hade Wentzville 44 372 invånare.